# Tadeusz Blauth
Tadeusz Blauth, né le 1er juillet 1939, à Varsovie, en Pologne, est un ancien joueur polonais de basket-ball.